# Ernest Vandenkerckhove
Charles Léonard Ernest Vandenkerckhove (né à Bruxelles le 28 octobre 1839 et mort à Schaerbeek le 18 mars 1879) est un peintre belge, deuxième second au Prix de Rome belge en 1867. Son champ pictural couvre essentiellement les scènes de genre.

## Biographie

### Famille et formation
Ernest Vandenkerckhove, né le 28 octobre 1839, rue Saint-Michel à Bruxelles, est le fils de Charles Augustin Joseph Vandenkerckhove, agent de change, et de Caroline Henriette Hortense Claes. Il est élève à l'Académie royale des beaux-arts de Bruxelles, où il suit les cours de Jean-François Portaels,.

### Prix de Rome et séjour en Italie
En 1863, Ernest Vandenkerckhove participe au concours pour le prix de Rome belge et obtient le deuxième second prix. En 1867, pour son tableau Socrate devant ses juges, il remporte le premier prix et la bourse pour une durée de quatre ans lui permettant de voyager pour parfaire son art,,.  
En 1867, il débute son séjour en Italie par Venise, où il ne demeure durant dix ou douze jours, avant de poursuivre sa villégiature durant deux ans à Rome. Ernest Vandenkerckhove est ensuite autorisé à demeurer une nouvelle fois à Venise, durant une plus longue période. Pour la seconde copie règlementaire d'œuvre antique à envoyer à Bruxelles, Vandenkerckhove songe initialement à reproduire un fragment d'un tableau de Vittore Carpaccio qu'il avait admiré à Venise, mais il opte ensuite pour L'Apparition aux bergers, une toile de Bassano conservée à l'Accademia di San Luca à Rome. 
Il exprime sa conception de l'art en affirmant que « Raphaël est le drapeau, l'idole, le dieu des dessinateurs exclusifs, de même que Rubens est le drapeau, l'idole, le dieu des coloristes exclusifs. »

### Mort
Ernest Vandenkerckhove, époux de Élise Josèphe Link, meurt inopinément en son domicile rue Rogier, au no 225 à Schaerbeek, le 18 mars 1879, à l'âge de 39 ans.

## Galerie

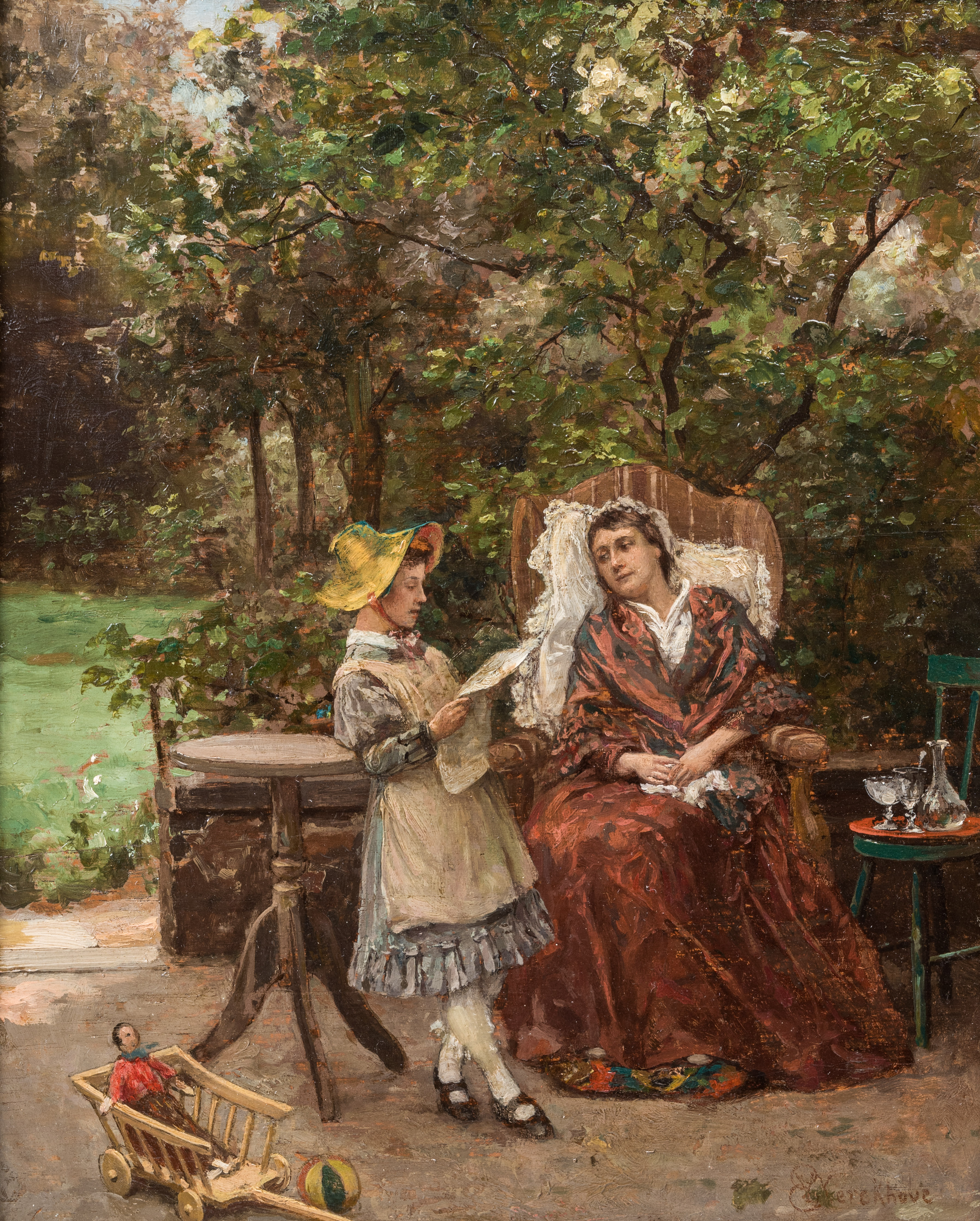
Un moment de repos au jardin.
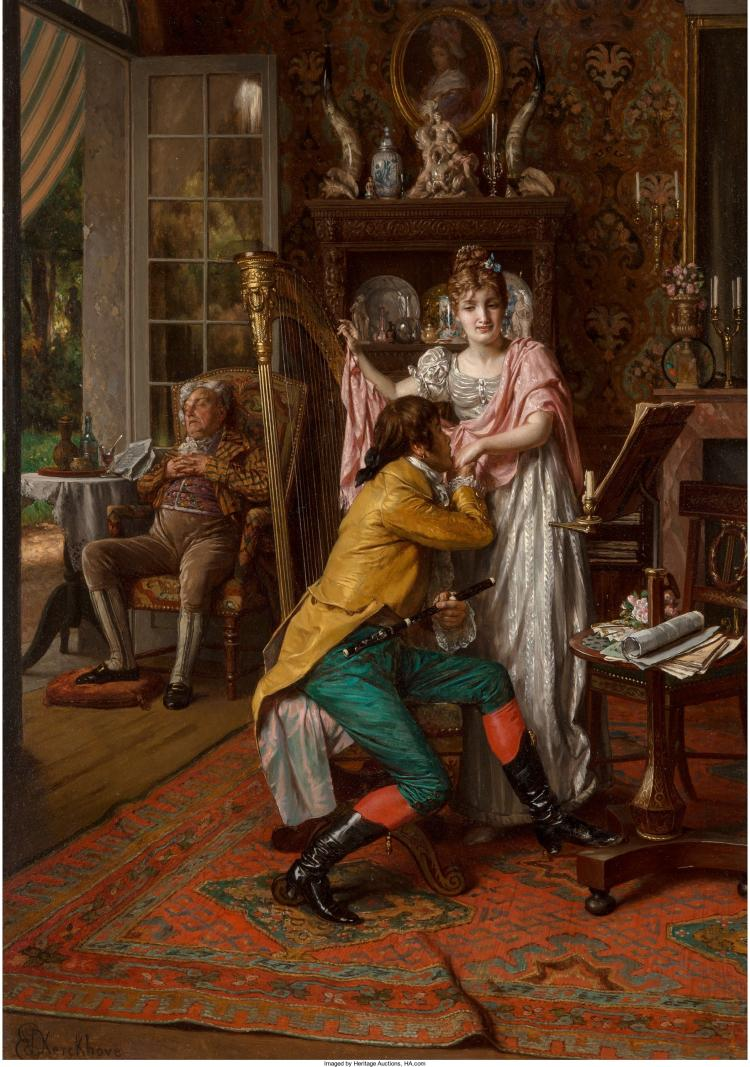
Le Tailleur.
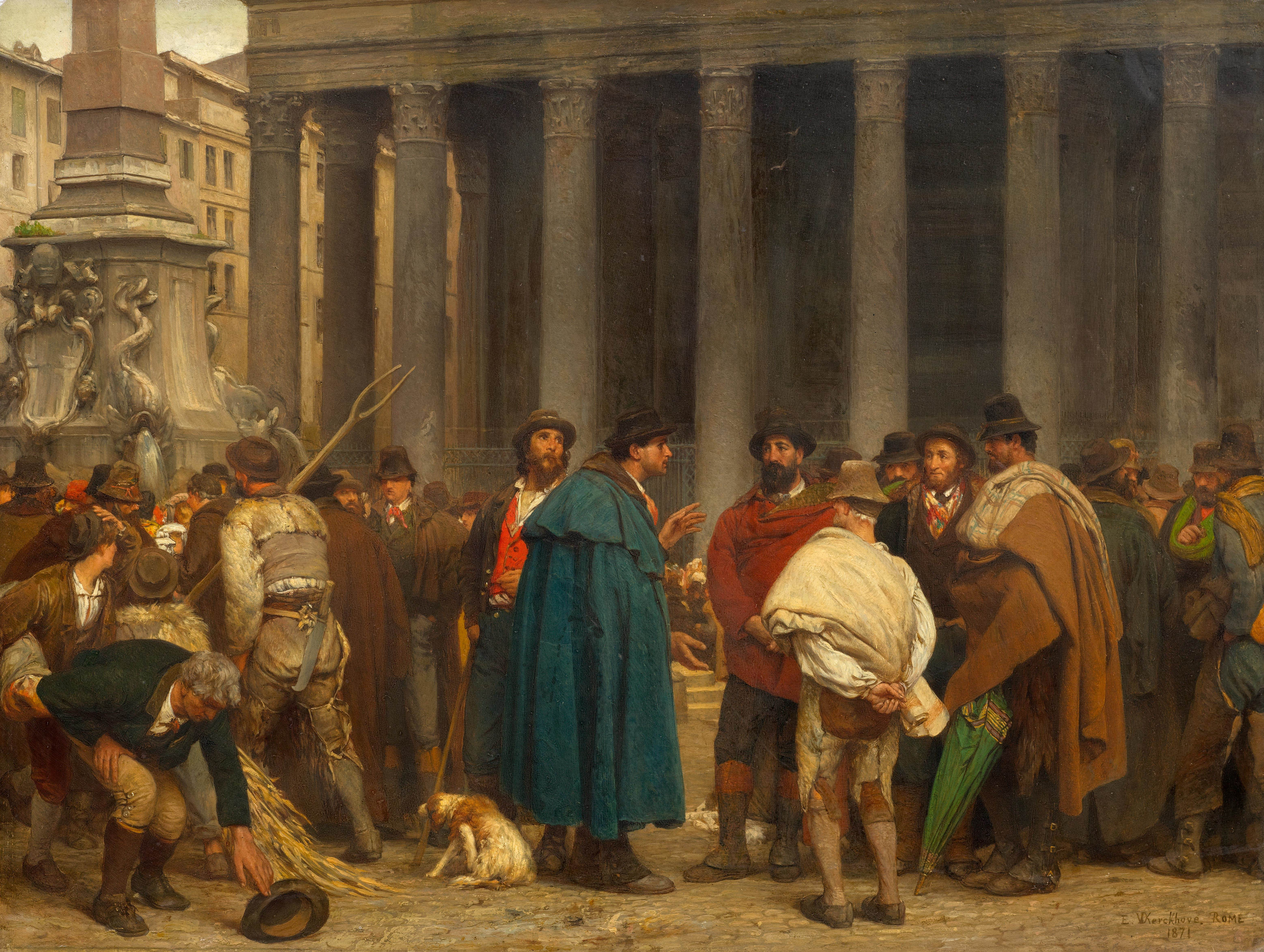
Rassemblement devant le Panthéon à Rome (1871).
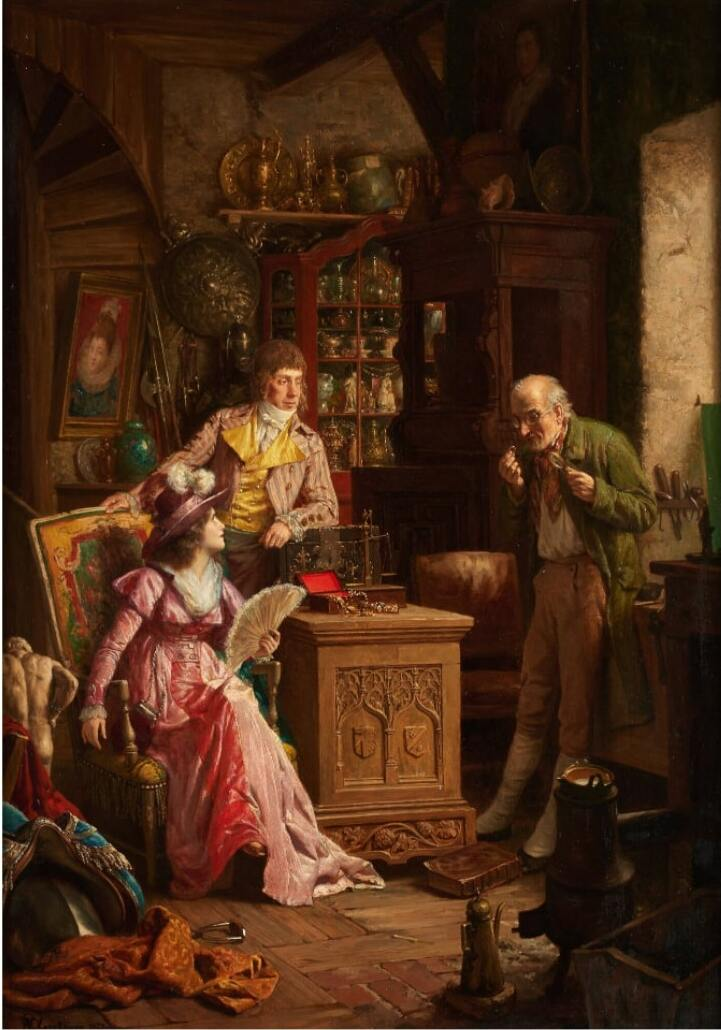
La Visite chez l'antiquaire (1877).